# وایلد
وایلد (انگلیسی: Wilde) فیلمی در ژانر زندگی‌نامه‌ای به کارگردانی برایان گیلبرت است که در سال ۱۹۹۷ منتشر شد.
در این فیلم استیون فرای در نقش اسکار وایلد، شاعر و نویسندهٔ معروف ایرلندی ظاهر شده‌است.

## بازیگران
- استیون فرای - اسکار وایلد
- جود لا - لرد آلفرد داگلاس
- ونسا ردگریو - جین وایلد
- جنیفر ال - کنستانس لوید
- مایکل شین - رابی راس
- تام ویلکینسون - جام داگلاس نهمین مارکی کویینزبری
- زئو وانامیکر - آدا لورسون
- ایئون گرافود - جان گری
- اورلاندو بلوم - پسر خودفروش
- ادام گارسیا - جونز
- جما جونز - سیبیل داگلاس
- اَوریل اِلگار
- آرتور وای‌براو
- دیوید وست‌هد
- اندرو هاویل